# HIAG

Logo da HIAG.

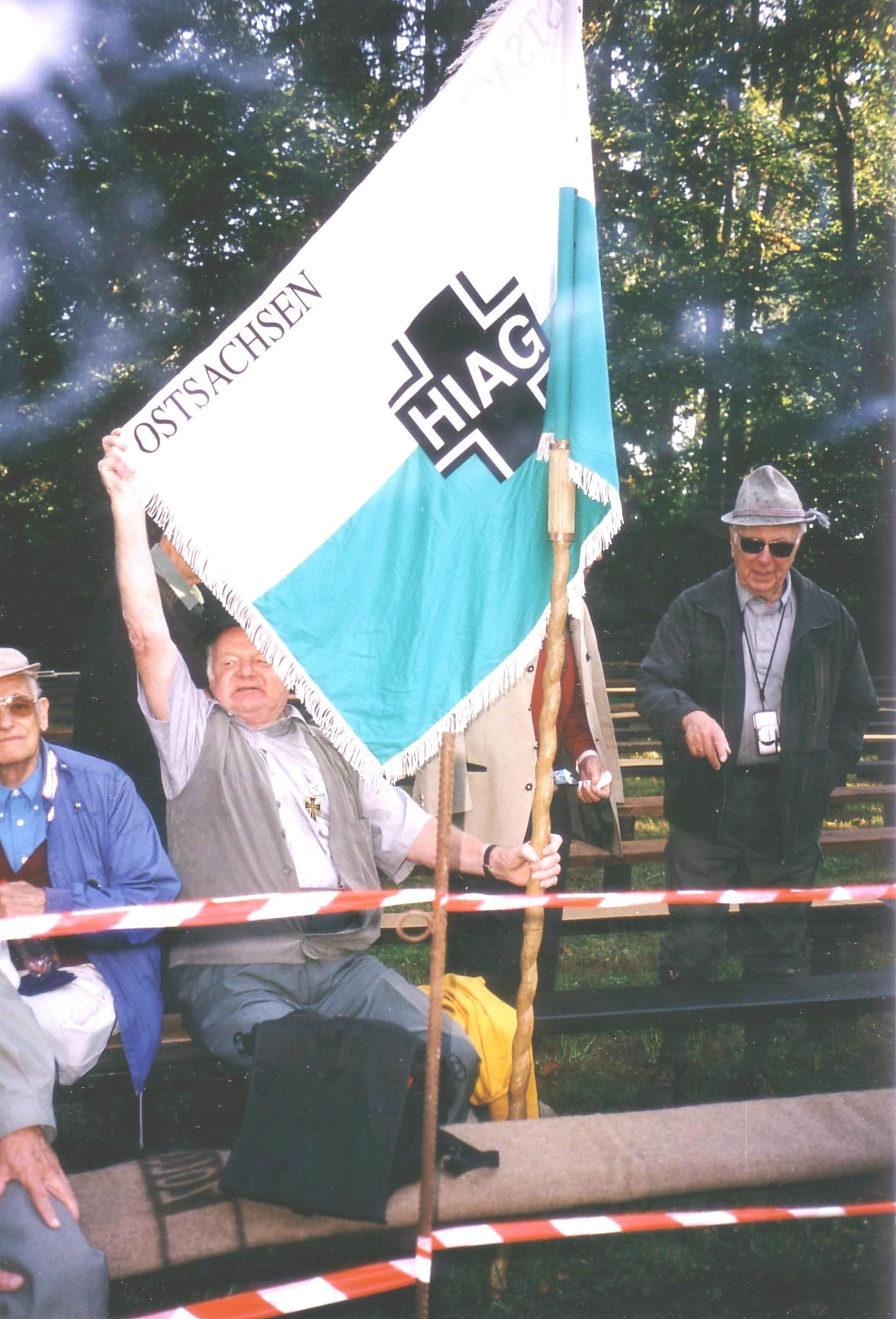
Encontro de nacionalistas da HIAG na Áustria.

HIAG (em alemão: Hilfsgemeinschaft auf Gegenseitigkeit der ehemaligen Angehörigen der Waffen-SS, literalmente "Associação de ajuda mútua de ex-membros da Waffen-SS") foi uma organização fundada em 1951 e dirigida inicialmente Otto Kumm, último comandante do Leibstandarte SS Adolf Hitler.
O objetivo da organização era prover assistência aos ex-combatentes e fazer campanha pela reabilitação de seu status legal em relação ao respeito à pensão dos veteranos. Diferente dos demais soldados da Wehrmacht, a pensão a membros da Waffen-SS foi negada pelo fato da organização ter sido declarada criminosa no pós-guerra.
Em seu auge nos anos 60, aproximadamente 70.000 dos cerca de 250.000 ex-membros da Waffen-SS vivendo na Alemanha Ocidental associaram-se a HIAG. Durante os anos 80 a organização foi ostracizada e finalmente dispersa em 1992.

#### Livros
- Bartrop, Paul R.; Jacobs, Leonard, eds. (2014). Modern Genocide: The Definitive Resource and Document Collection. 1. Santa Barbara, CA: ABC-CLIO. ISBN 978-1-61069-363-9
- Caddick-Adams, Peter (2014). Snow and Steel: The Battle of the Bulge, 1944–45. New York: Oxford University Press. ISBN 978-0-19-933514-5
- Chairoff, Patrice (1977). Dossier Néo-nazisme (em francês). Paris: Ramsay. ISBN 978-2-85956-030-0
- Citino, Robert M. (2012). The Wehrmacht Retreats: Fighting a Lost War, 1943. Lawrence, KS: University Press of Kansas. ISBN 978-0-7006-1826-2
- Cüppers, Martin (2005). Wegbereiter der Shoah: Die Waffen-SS, der Kommandostab Reichsführer-SS und die Judenvernichtung, 1939–1945 [Pioneer of the Shoah: The Waffen-SS, Kommandostab Reichsführer-SS and the Extermination of the Jews, 1939–1945] (em alemão). Darmstadt: Wissenschaftliche Buchgesellschaft. ISBN 978-3-534-16022-8
- Diehl, James M. (1993). Thanks of the Fatherland: German Veterans After the Second World War. Chapel Hill, NC: University of North Carolina Press. ISBN 978-0-8078-5730-4
- Hadley, Michael L. (1995). Count Not the Dead: The Popular Image of the German Submarine. Montreal: McGill-Queen's University Press. ISBN 978-0-7735-1282-5
- Kühne, Thomas (2017). The Rise and Fall of Comradeship: Hitler's Soldiers, Male Bonding and Mass Violence in the Twentieth Century. Cambridge: Cambridge University Press. ISBN 978-1-107-65828-8
- MacKenzie, S.P. (1997). Revolutionary Armies in the Modern Era: A Revisionist Approach. New York: Routledge. ISBN 978-0-415-09690-4
- Orchard, Andy (1997). Dictionary of Norse Myth and Legend. London: Cassell. ISBN 978-0-304-34520-5
- Parker, Danny S. (2014). Hitler's Warrior: The Life and Wars of SS Colonel Jochen Peiper. Boston: Da Capo Press. ISBN 978-0-306-82154-7
- Parker, Danny S. (2013). Fatal Crossroads: The Untold Story of the Malmedy Massacre at the Battle of Bulge paperback ed. [S.l.]: Da Capo Press. ISBN 978-0306821523
- Petropoulos, Jonathan (2000). The Faustian Bargain: The Art World in Nazi Germany. New York: Oxford University Press. ISBN 978-0-19-512964-9
- Picaper, Jean-Paul (2014). Les Ombres d'Oradour: 10 Juin 1944 [The Shadows of Oradour: 10 June 1944] (em francês). Paris: Éditions l'Archipel. ISBN 978-2-8098-1467-5
- Pieper, Henning (2015). Fegelein's Horsemen and Genocidal Warfare: The SS Cavalry Brigade in the Soviet Union. Houndmills, Basingstoke, Hampshire: Palgrave Macmillan. ISBN 978-1-137-45631-1
- Pontolillo, James (2009). Murderous Elite: The Waffen-SS and Its Record of Atrocities. Stockholm: Leandoer and Ekholm. ISBN 978-91-85657-02-5
- Smelser, Ronald; Davies, Edward J. (2008). The Myth of the Eastern Front: The Nazi-Soviet War in American Popular Culture. New York: Cambridge University Press. ISBN 978-0-521-83365-3
- Stein, George (1984) [1966]. The Waffen-SS: Hitler's Elite Guard at War 1939–1945. Ithaca, NY: Cornell University Press. ISBN 978-0-8014-9275-4
- Steiner, John Michael (1975). Power Politics and Social Change in National Socialist Germany: A Process of Escalation Into Mass Destruction. The Hague: De Gruyter Mouton. ISBN 978-90-279-7651-2
- Sydnor, Charles W. (1990) [1977]. Soldiers of Destruction: The SS Death's Head Division, 1933–1945. Princeton, NJ: Princeton University Press. ISBN 978-0-691-00853-0
- Tauber, Kurt (1967). Beyond Eagle and Swastika: German Nationalism Since 1945, Volume I. Middletown, CT: Wesleyan University Press. OCLC 407180
- Tauber, Kurt (1967). Beyond Eagle and Swastika: German Nationalism Since 1945, Volume II. Middletown, CT: Wesleyan University Press. OCLC 407180
- Ward, Richard, ed. (2015). A Global History of Execution and the Criminal Corpse. New York: Palgrave Macmillan. ISBN 978-1-137-44399-1
- Wette, Wolfram (2007). The Wehrmacht: History, Myth, Reality. Cambridge, MA: Harvard University Press. ISBN 978-0-67-402577-6
- Wienand, Christiane (2015). Returning Memories: Former Prisoners of War in Divided and Reunited Germany. Rochester, NY: Camden Housedie. ISBN 978-1-57113-904-7. JSTOR 10.7722/j.ctt13wzt4c
- Wilke, Karsten (2011). Die "Hilfsgemeinschaft auf Gegenseitigkeit" (HIAG) 1950–1990: Veteranen der Waffen-SS in der Bundesrepublik [HIAG 1950–1990: Waffen-SS veterans in the Federal Republic] (em alemão). Paderborn: Schoeningh Ferdinand GmbH. ISBN 978-3-506-77235-0

#### Revistas acadêmicas
- Large, David C. (1987). «Reckoning without the Past: The HIAG of the Waffen-SS and the Politics of Rehabilitation in the Bonn Republic, 1950–1961». University of Chicago Press. The Journal of Modern History. 59 (1): 79–113. JSTOR 1880378. doi:10.1086/243161
- Sydnor, Charles W. (1973). «The History of the SS Totenkopfdivision and the Postwar Mythology of the Waffen SS». Cambridge University Press. Central European History. 6 (4): 339–362. doi:10.1017/S0008938900000960
- Werther, Steffen; Hurd, Madeleine (2016). «Retelling the Past, Inspiring the Future: Waffen-SS Commemorations and the Creation of a 'European' Far-right Counter-narrative». Taylor & Francis. Patterns of Prejudice. 50 (4–5): 420–444. doi:10.1080/0031322X.2016.1243346
- Werther, Steffen; Hurd, Madeleine (2014). «Go East Old Man: The Ritual Spaces of SS Veteran's Memory Work» (PDF). Linköping University Electronic Press. Culture Unbound. Journal of Current Cultural Research. 6 (2): 327–359. doi:10.3384/cu.2000.1525.146327. Cópia arquivada (PDF) em 2 de janeiro de 2016
- Predefinição:Cite contribution

#### Websites e periódicos
- «The Brown Bluff: How Waffen SS Veterans Exploited Postwar Politics». Der Spiegel. 2011. Consultado em 1 de dezembro de 2015. Cópia arquivada em 1 de dezembro de 2015
- Christopher Dowe (2010). «In Brettheim: Der SS-General und brutale "Feldgendarm" Max Simon» [In Brettheim: The SS general and brutal "military policeman" Max Simon]. Frankfurter Allgemeine (em alemão). Consultado em 2 de dezembro de 2015. Cópia arquivada em 2 de dezembro de 2015
- «Report Shows That 89 Neo-Nazi and Extremist Groups in Germany Have Combined Membership of 22,000». Jewish Telegraphic Agency. 1985. Consultado em 30 de dezembro de 2015
- «4000 Germans Protest Reunion of SS Troops». The New York Times. 1984. Consultado em 31 de dezembro de 2015
- Assiciated Pressa (1952). «Rabble-Rousing General Is Worrying the Allies». Ottawa Citizen. Consultado em 2 de dezembro de 2015
- «Hitler's Guard Cheers Ex-chief». Sarasota Herald-Tribune. 1952. Consultado em 2 de dezembro de 2015
- «Anfrage der SPD zu Rechtsextremismus als Gefahr für Demokratie und Gesellschaft – Ideologie, Struktur und Strategien rechtsextremer Parteien und Organisationen» [SPD Inquiry on  right-wing extremism as a threat to democracy and society – Ideology, structure and strategies of right-wing parties and organisations] (PDF). SPD Inquiry (em alemão). 2009. Consultado em 8 de dezembro de 2015
- «Titles published by Munin-Verlag, 1951 through 2000». WorldCat. 2016. Consultado em 8 de janeiro de 2016

## Leituras complementares
- Carrard, Philippe (2010). The French Who Fought for Hitler: Memories from the Outcasts. Cambridge: Cambridge University Press. ISBN 978-0-52-119822-6
- Lee, Martin A. (1999). The Beast Reawakens: Fascism's Resurgence from Hitler's Spymasters to Today's Neo-Nazi Groups and Right-Wing Extremists. [S.l.]: Routledge. ISBN 978-0415925464
- Wegner, Bernd (1990). The Waffen-SS: Organization, Ideology and Function. New York: Blackwell Publishers. ISBN 978-0-631-14073-3